# (31859) Zemaitis
2000 EB66 (asteroide 31859) é um asteroide da cintura principal. Possui uma excentricidade de 0.16919860 e uma inclinação de 2.32760º.
Este asteroide foi descoberto no dia 10 de março de 2000 por LINEAR em Socorro.